# كاثي لي إروين
كاثي لي إروين هي متزلجة فنية كندية، ولدت في 4 سبتمبر 1952.

## وصلات خارجية
- كاثي لي إروين على موقع أوليمبيديا (الإنجليزية)